# Phyla-Vell
Phyla-Vell es un personaje ficticio, una superheroína de cómic, que aparece en cómics estadounidenses publicados por Marvel Comics. Ella fue creada por Peter David y Paul Azaceta en Captain Marvel (volumen 5) # 16 (enero de 2004). Phyla-Vell es la hija del superhéroe Mar-Vell y la hermana de Genis-Vell. El personaje también ha sido conocido como Quasar, Capitán Marvel y Martyr en varios momentos de su historia.
El personaje aparece en la película de Marvel Cinematic Universe Guardianes de la Galaxia vol. 3 (2023), interpretada por Kai Zen reinventada como Star Child.

## Historial de publicaciones
Phyla-Vell apareció por primera vez en Captain Marvel (vol. 5) # 16 y fue creada por el escritor Peter David y el artista Paul Azaceta. Ella es presentada como Phyla-Vell y es la hija de Elysius, la mujer genéticamente modificada amada por el fallecido Mar-Vell. Cuando Genis-Vell se volvió loco y destruye y recrea el mundo, creó un nuevo universo en el que todo era sobre todo el mismo pero para algunas diferencias sutiles. Ella fue la segunda hija creada por Elysius, quien también creó a Gen-Vell, a partir del ADN de Mar-Vell y durante un tiempo, Phyla usó el nombre de Capitán Marvel.
El personaje apareció como Quasar después de la muerte del Quasar anterior, en Annihilation: Conquest, presentando en su propia miniserie homónima escrita por Christos Gage. Liderando desde esta aparición, ella fue parte de la alineación para el equipo de Guardianes de la Galaxia de 2008.
Ella hizo un trato para salvar la vida de su compañera Dragón Lunar; a cambio se convirtió en el Avatar de Oblivion, y comenzó a llamarse Mártir. Ella siguió siendo parte del equipo de Guardianes de la Galaxia hasta su muerte.

## Biografía
Después de que Genis-Vell, entonces conocido como el Capitán Marvel, previamente destruyó y recreó el universo, la "nueva" versión se alteró sutilmente con la existencia de Phyla-Vell como uno de los cambios. Se revela que ella es la segunda criatura creada artificialmente del Capitán Mar-Vell que fue creada por su madre Elysius en el "nuevo" universo porque su primer intento (Genis-Vell) había tenido tanto éxito. Inicialmente, su origen estaba en conflicto con argumentos previamente establecidos, pero esto se resuelve en Captain Marvel (volumen 4) # 18 (febrero de 2004).
Ella lucha contra su hermano Genis-Vell, quien estaba loco en ese momento, en el proceso de ayudar a restaurar su cordura. Luego trata de reclamar el título de "Capitán Marvel", aunque su hermano se niega a renunciar a él. Phyla se ve en la prueba de Starfox.
La serie Captain Marvel (volumen 4) insinuó en gran medida que Phyla-Vell es lesbiana, y en el número 25 (septiembre de 2004) el personaje admite que se siente atraída por Dragón Lunar y la invita a recorrer la "Galaxia espiral" cerca de Renault VII ". Antes de que Dragón Lunar pueda aceptar, las dos vagan por un portal.

### Aniquilación
Phyla apareció más tarde durante Annihilation donde había estado visitando la tumba de su padre con Dragón Lunar cuando la pareja fue atacada por Thanos que le arrancó la oreja de Dragón Lunar y se la dio a Phyla, diciéndole que fuera con Drax el Destructor y cómo sus acciones determinarían el destino de Dragón Lunar en breve antes de teletransportarse lejos con Dragón Lunar. Drax ha indicado que no detendrá su búsqueda de Thanos.
Phyla luego va con Nova y Star-Lord para liderar una batalla final contra Annihilus, siendo salvado en el último segundo por una ola de energía masiva causada por el recién liberado Galactus, que dejó solo a los tres héroes y Annihilus como sobrevivientes. Al final de la batalla, Phyla logra robar las bandas cuánticas que Annihilus tomó de Quasar, debilitándolo y permitiendo que Nova finalmente ponga fin a la Ola de Aniquilación. Luego se la vuelve a unir con Dragón Lunar, y decide que depende de ella convertirse en la nueva Quasar.

### Aniquilación: Conquista - Quasar
Phyla tuvo su propia miniserie como el nuevo Quasar, que indica de julio a octubre de 2007, llamada Annihilation: Conquest - Quasar. La serie fue escrita por Christos Gage (que escribió Union Jack), escrita a lápiz por Mike Lilly. A Phyla le resulta difícil seguir los pasos del ex Quasar y también seguir los pasos de la familia Mar-Vell. La historia es mucho acerca de que ella trata de manejar este poder y ver si puede contenerlo. Está en una búsqueda, y el objetivo de la búsqueda tiene una importancia real, no solo para ella, sino para toda la historia. Phyla y su novia Dragón Lunar siguen una voz para encontrar al salvador de la raza Kree que es atacado por la Falange. Al final resulta que 'la voz' es la Inteligencia Suprema de los Kree; gracias a la Inteligencia Suprema encuentran un capullo, en el que Adam Warlock está restaurando. El capullo se abre y Phyla y Moondragon le piden a Warlock que los ayude a luchar contra la Falange. Esta historia continuó en la miniserie principal Annihilation: Conquest.

### Guardianes de la Galaxia
Después de Annihilation, se une a los nuevos Guardianes de la Galaxia. Mientras ayudaban a Drax a buscar a Cammi, una chica de la Tierra que había llevado al espacio antes de la Guerra de Aniquilación, consultan a un psíquico para obtener una pista sobre el paradero de Cammi y así saber que Dragón Lunar estaba tratando de contactarlos. Intentan consultar a Mentor, quien aparentemente los mata. Mentor envía Phyla y Drax al Olvido donde se encuentran con Maelstrom y el Dragón de la Luna. Después de perder las Bandas Cuánticas en Maelstrom, Phyla se ofrece como un sacrificio al Dragón para que Maelstrom pueda estar en buenas manos. Mientras está dentro del dragón, aparentemente hace un trato a cambio de Heather Douglas. El dragón los libera, con Phyla vistiendo un nuevo traje rojo y negro adornado con calaveras y blandiendo una nueva espada, y regresan al mundo de los vivos donde Phyla se niega a dar detalles sobre el trato que ella hizo con el Dragón. Más tarde se supo de Maelstrom que aceptó convertirse en el nuevo avatar de Olvido.

### Martyr
Ahora que se hace llamar Martyr, Phyla-Vell es una figura más agresiva. Cuando los Guardianes intentaron negociar con los Inhumanos para detener la Guerra de Reyes, ella arruinó el intento al tomar como rehenes a la princesa Inhumana, Crystal; esto llevó a la batalla entre los Inhumanos y Guardianes, mientras ella continuaba escalando. Al final, los Inhumanos tratarían de terminar la guerra detonando un arma que destrozó el espacio mismo, creando una falla multiversal.
Cuando Adam Warlock detuvo el crecimiento de la falla usando una línea de tiempo redundante, una donde se convirtió en el malvado Magus, Phyla-Vell reveló que su trato con Olvido era matar al "Avatar de la vida" y que ella sabría qué hacer cuando llegara el momento y vino. Sabiendo que ahora se convertiría en Magus, ella hizo que Adam corriera, pero esto no detuvo su transformación. Varios de los Guardianes, que quedaron varados en el año 3009, fueron enviados de regreso a tiempo para detener la creación de Magus y se impidió a Phyla hacer su movimiento. Esta vez, cuando Warlock se transformó, ella lo entabló en combate, pero Magus teletransportó mágicamente su propia espada de sus manos y la mató con ella.
Sin embargo, Phyla se reveló que aún está viva, junto con Mantis, Gamora, Cosmo y Major Victory, pero atrapada en animación suspendida y prisioneros del Magus. Luego se libera y libera a los otros Guardianes, pero después de una feroz pelea, es arrastrada por Maelstrom para liberar a Thanos, que estaba escondido dentro de un capullo. Cuando los dos equipos de Guardianes se reúnen, Phyla-Vell es reportada como la primera víctima del ataque de Thanos, sus restos vistos por Mantis pero nunca mostrados en el panel. Más tarde, los Guardianes de Knowhere la lloran.
Phyla se muestra más tarde en el Infierno cuando Thanos y Deadpool se aventuran allí en busca de la Muerte desaparecida.
Gamora más tarde descubre a Phyla atrapada dentro de la Gema del Alma junto a Adam Warlock. Cuando Kang el Conquistador luego muestra a Warlock una visión del futuro, Phyla es vista como uno de los héroes que ha sido derrotada por el misterioso villano que ha coleccionado las seis Gemas del Infinito.

## Poderes y habilidades
Phyla-Vell tiene una fuerza sobrehumana, velocidad, agilidad, durabilidad y reflejos. Ella puede disparar ráfagas de energía y volar. También actúa como una "esponja de energía", absorbiendo cualquier ataque de energía dirigido a ella y devolviéndolo como ráfagas de energía. Tiene conciencia cósmica y es una luchadora competente.
Luego tomó posesión de las Bandas Cuánticas, anteriormente propiedad de Wendell Vaughn. Las Bandas otorgan vastos poderes de manipulación de energía, como absorber y transformar energía a un nivel estelar, formar construcciones de energía sólida y campos de fuerza, permitir viajes espaciales y brindar protección contra ataques telepáticos.
Mientras buscaba a Heather Douglas, Phyla perdió las Bandas Cuánticas para el villano Maelstrom. Ella ha ganado nuevos poderes desconocidos al convertirse en el nuevo avatar de Oblivion. Sin embargo, Wendell ha declarado que su Espada Cuántica todavía sacará poder de las Bandas Cuánticas y que siempre serán parte de ella.

## Otras versiones

### Infinity Countdown
Durante Infinity Countdown, cuando Gamora estaba recolectando las Gemas del Infinito, una versión alternativa de Phyla-Vell y Dragón Lunar de la Tierra-TRN707 llegó a la Tierra Prime para obtener la Gema de la Realidad de su universo. Después de adquirir su gema de realidad, Dragón Lunar borró sus recuerdos del evento.

## En otros medios

### Televisión
- Phyla-Vell aparece en The Avengers: Earth's Mightiest Heroes,[34] episodio "Michael Korvac", expresada por Moira Quirk. Ella aparece como miembro de los Guardianes de la Galaxia en el momento en que persiguen a Michael Korvac.
- Phyla-Vell aparece en el episodio "Happy Together" de los Guardianes de la Galaxia, tercera temporada, con la voz de Ming-Na Wen.[35][36] Esta versión funciona como una acusadora Kree. Ella apareció cuando los Guardianes de la Galaxia obtuvieron una posesión de Kree que Howard el Pato les había obtenido de una nave en algún lugar del espacio de Kallusian. Después de que Howard el Pato los dejó en el volcán ácido de otro planeta, los Guardianes de la Galaxia tuvieron que salvar a Phyla-Vell, que procedió a arrestarlos. En el episodio "Gotta Get Outta Place", Phyla-Vell tiene a los Guardianes de la Galaxia encarcelados en el Monumento de Justicia Kree dirigido por la Doctora Minerva, para que pueda lograr que confiese dónde está el objeto Kree. Cuando los Guardianes de la Galaxia secuestran la prisión y derrotan a la Doctor Minerva, Phyla-Vell y los Kree los persiguen. En el episodio "Long Distance Runaround", Phyla-Vell alcanza a los Guardianes de la Galaxia y Howard el Pato a Knowhere. Con la ayuda de Cosmo el perro espacial, los Guardianes de la Galaxia escapan de Hala. Después de que el Coleccionista sabotee al Milano para dirigirse a Hala, aparece Phyla-Vell y los acusa de atacar una nave Kree hasta que aparece la nave del Coleccionista y aparentemente destruye a Hala. En el episodio "You Do not Owe Me", Phyla-Vell trabaja con los Guardianes de la Galaxia para luchar contra el Coleccionista que utilizó el generador secreto de agujeros negros en un motor de compresión molecular para reducir a Hala. Después de que Coleccionista es derrotado y se escapa al momento de hacer que su nave se autodestruya, Hala consigue que la Hala en crecimiento alcance todo lo que puede desde el radio de explosión mientras los Guardianes de la Galaxia trabajan para hacer lo mismo con la nave de Coleccionista. Después de que Phyla-Vell alcanza a Hala lo suficiente, ve que la nave de Coleccionista explota y llora la supuesta muerte de los Guardianes de la Galaxia.

### Película
- Phyla-Vell aparece en la película de acción real de Marvel Cinematic Universe Guardianes de la Galaxia vol. 3 (2023), interpretada por Kai Zen. Esta versión es una joven cautiva inicialmente por el Alto Evolucionador antes de ser liberada por los Guardianes de la Galaxia. Más tarde, se convierte en miembro del nuevo equipo formado por Rocket, Groot, Cosmo, Kraglin Obfonteri, Adam Warlock y Blurp.

### Videojuegos
- Phyla-Vell es un personaje jugable en Marvel: Avengers Alliance, fue agregada en la Temporada 32 como héroe de recompensa de la Liga Adamantium.[37]
- Phyla-Vell (como Quasar) aparece como un ciudadano de Toy Box en Disney Infinity 2.0 y Disney Infinity 3.0.
- Phyla-Vell es un personaje jugable y aparece como una biografía cambiante en Guardianes de la Galaxia Epic Quest de Marvel Future Fight.[38]
- Phyla-Vell es un personaje jugable en Marvel Strike Force, se puede interpretar junto con Adam Warlock y otros personajes de Guardia del Infinito con los que tiene sinergias.